# Liste der Bischöfe von Chełm
In einer Bulle des Papstes Gregor XI. vom 17. Februar 1377 wird das 1366 gegründete und 1375 errichtete Bistum Chełm (Polen) erwähnt. Jan Biskupiec (* 1377) war am 19. September 1439 Mitkonsekrator des Bischofs von Kujawien, Władysław Oporowski. Wojciech Skarszewski (* 1743) wurde am 29. November 1790 von Papst Pius VI. zum Bischof des von ihm vereinigten Bistums Chełm und Lublin und am 23. September 1805 zum Bischof des neu errichteten Bistums Lublin ernannt. Der Bischofssitz Chełm wird als Titularbistum Chełm weitergeführt.    
Die folgenden Personen waren römisch-katholische Bischöfe von Chełm:
- 1358–1365 Tomasz z Sienna
- 1380–1416 Stefan ze Lwowa
- 1417–1452 Jan Biskupiec
- 1452–1462 Jan Tarnowski
- 1463–1479 Paweł z Grabowa
- 1480–1484 Jan Kaźmierski
- 1484–1486 Jan z Targowiska
- 1490–1505 Maciej ze Starej Łomży
- 1505–1518 Mikołaj Kościelecki
- 1518–1538 Jakub Buczacki
- 1538–1539 Sebastian Branicki
- 1539–1541 Samuel Maciejowski
- 1542–1543 Mikołaj Dzierzgowski
- 1543–1545 Jan Dziaduski
- 1545–1546 Andrzej Zebrzydowski
- 1546–1551 Jan Drohojowski
- 1551–1561 Jakub Uchański
- 1561–1562 Mikołaj Wolski

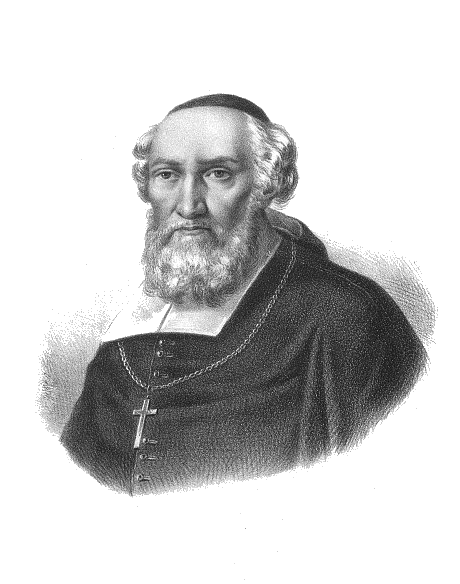
Mikołaj Dzierzgowski

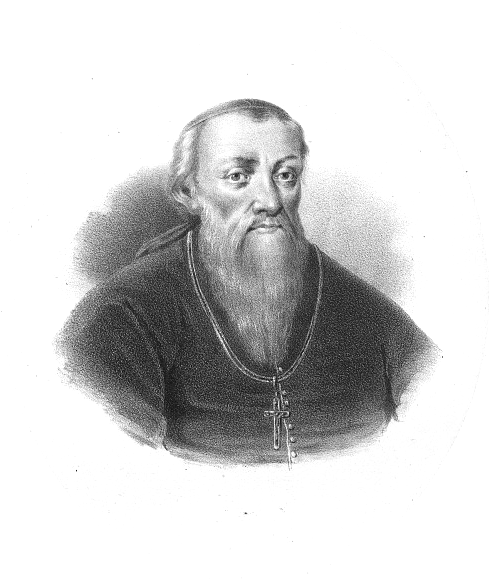
Jakub Uchański

- 1562–1577 Wojciech Staroźrebski Sobiejuski
- 1578–1585 Adam Pilchowski
- 1590–1591 Wawrzyniec Grzymała Goślicki
- 1591–1600 Stanisław Gomoliński
- 1601–1621 Jerzy Zamoyski
- 1621–1627 Maciej Łubieński
- 1627–1640 Remigiusz Koniecpolski
- 1641–1644 Paweł Piasecki
- 1644–1657 Stanisław Pstrokoński
- 1658–1667 Tomasz Leżeński
- 1667–1669 Jan Różycki
- 1670–1673 Krzysztof Jan Żegocki
- 1673–1676 Stanisław Kazimierz Dąmbski
- 1677–1696 Stanisław Jacek Święcicki
- 1699–1705 Mikołaj Wyżycki
- 1705–1710 Kazimierz Łubieński
- 1710–1712 Theodor Wolff von Lüdinghausen
- 1713–1719 Krzysztof Andrzej Jan Szembek
- 1719–1724 Aleksander Antoni Fredro
- 1725–1733 Jan Feliks Szaniawski
- 1736–1753 Józef Eustachy Szembek
- 1753–1765 Walenty Wężyk
- 1765–1771 Feliks Paweł Turski
- 1771–1780 Antoni Onufry Okęcki
- 1780–1781 Jan Alojzy Aleksandrowicz
- 1781–1790 Maciej Grzegorz Garnysz
- 1784–1790 Tadeusz Teodozy Rostocki
- 1790–1805 Wojciech Skarszewski

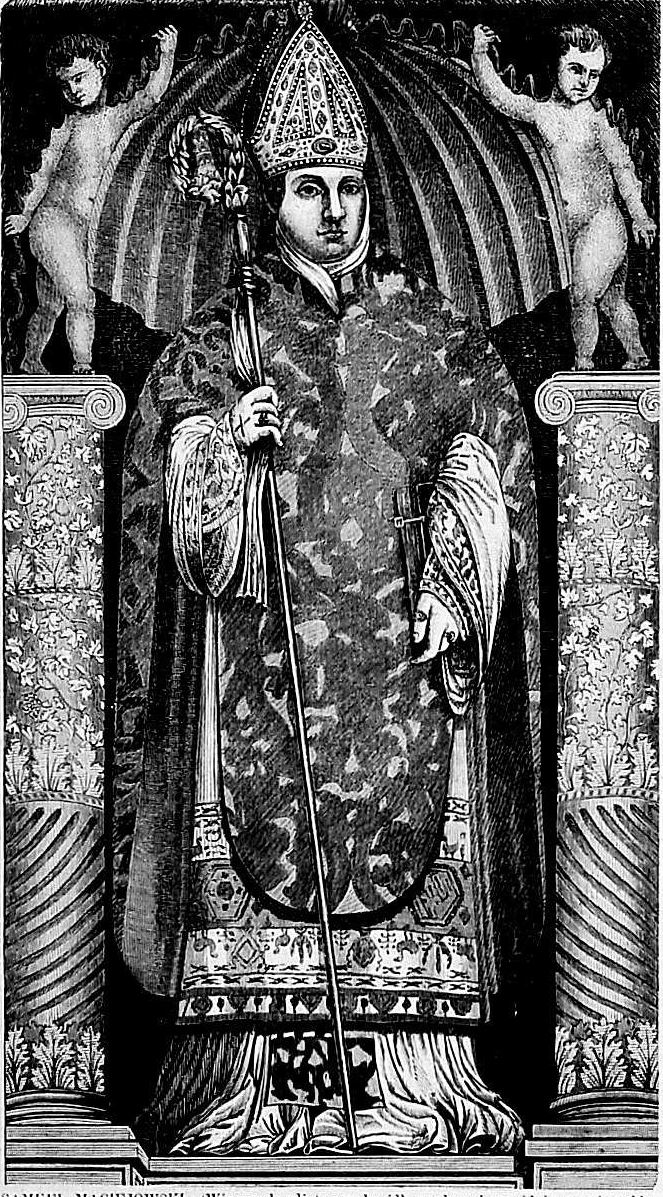
Samuel Maciejowski
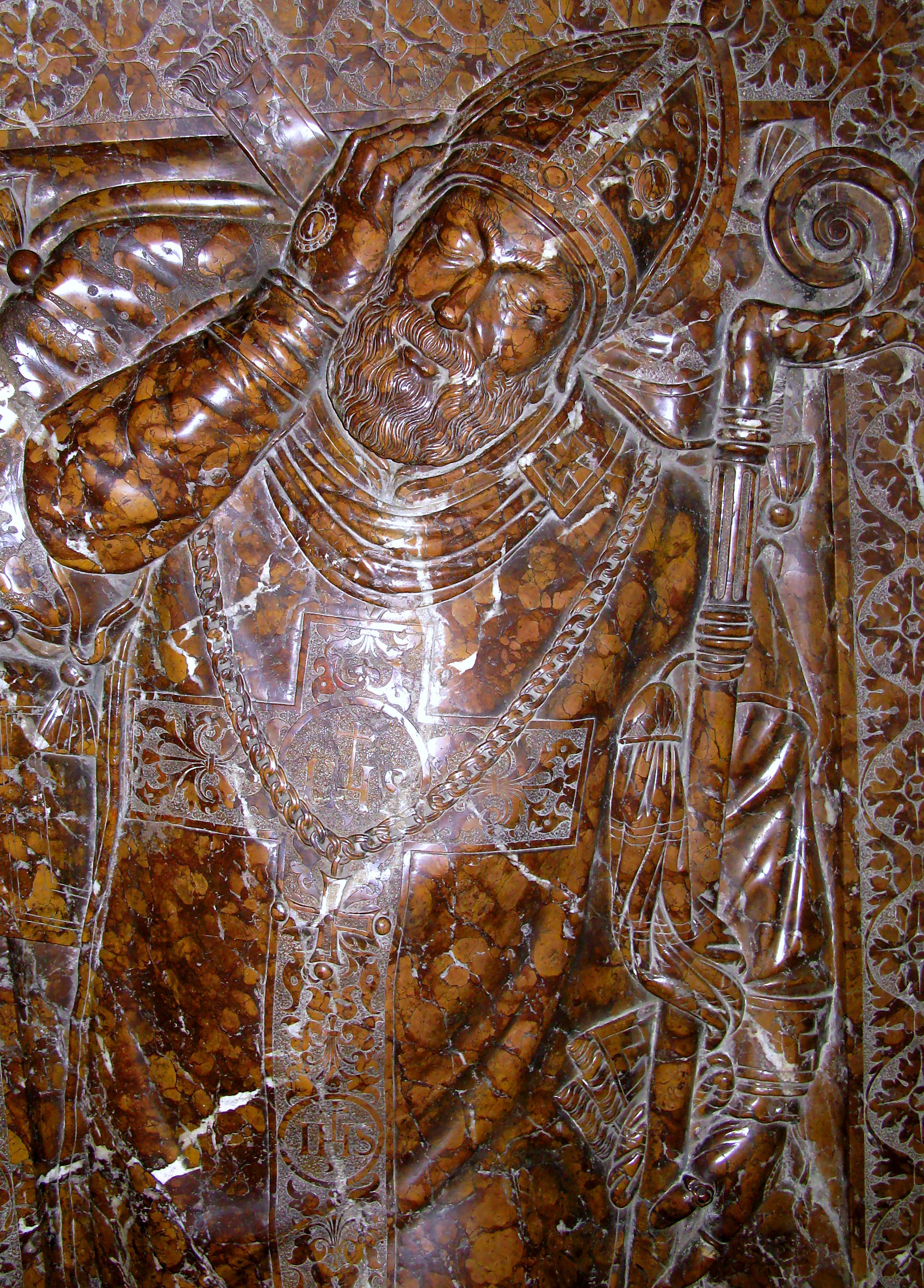
Jan Dziaduski
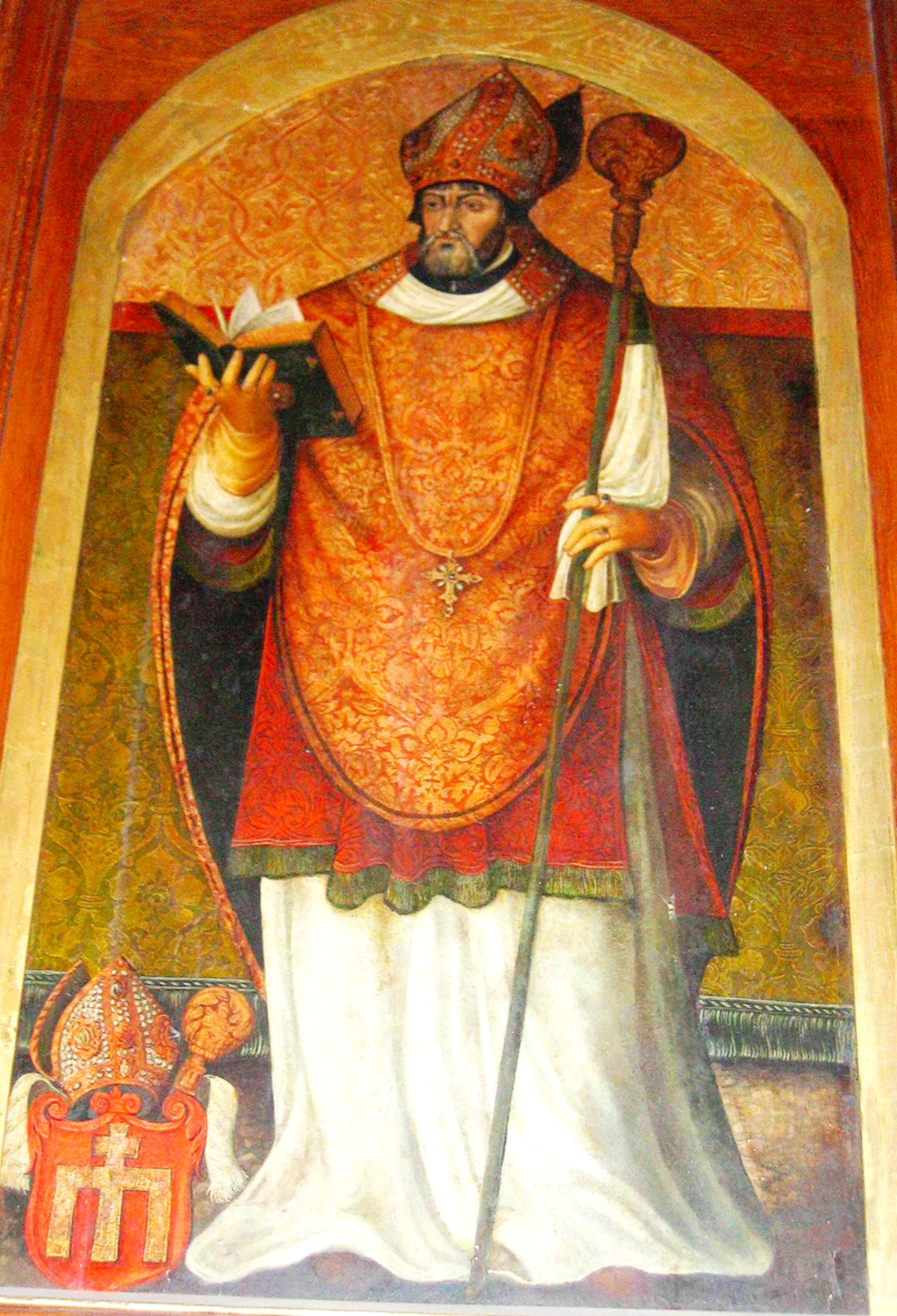
Andrzej Zebrzydowski
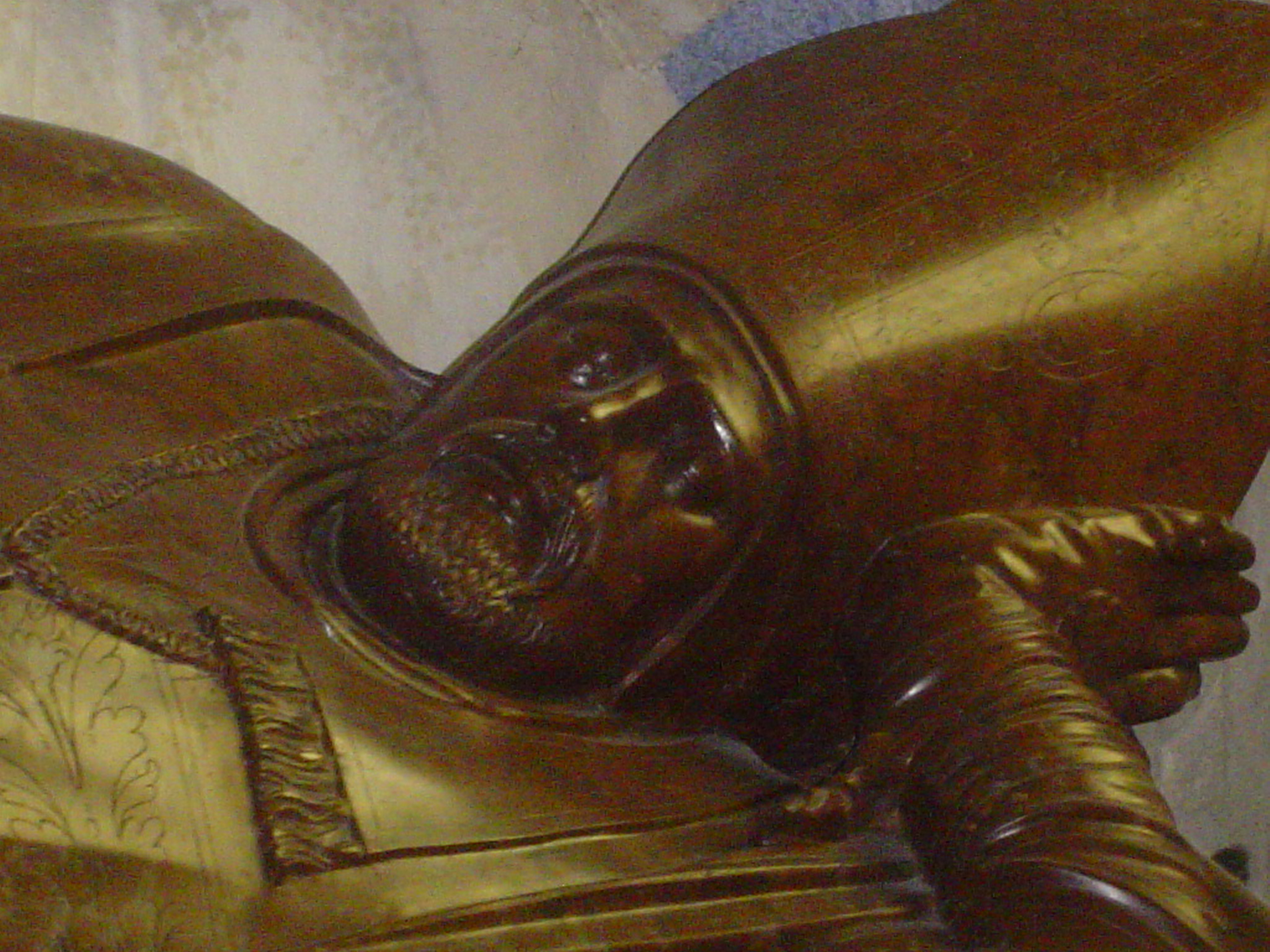
Wawrzyniec Grzymała Goślicki
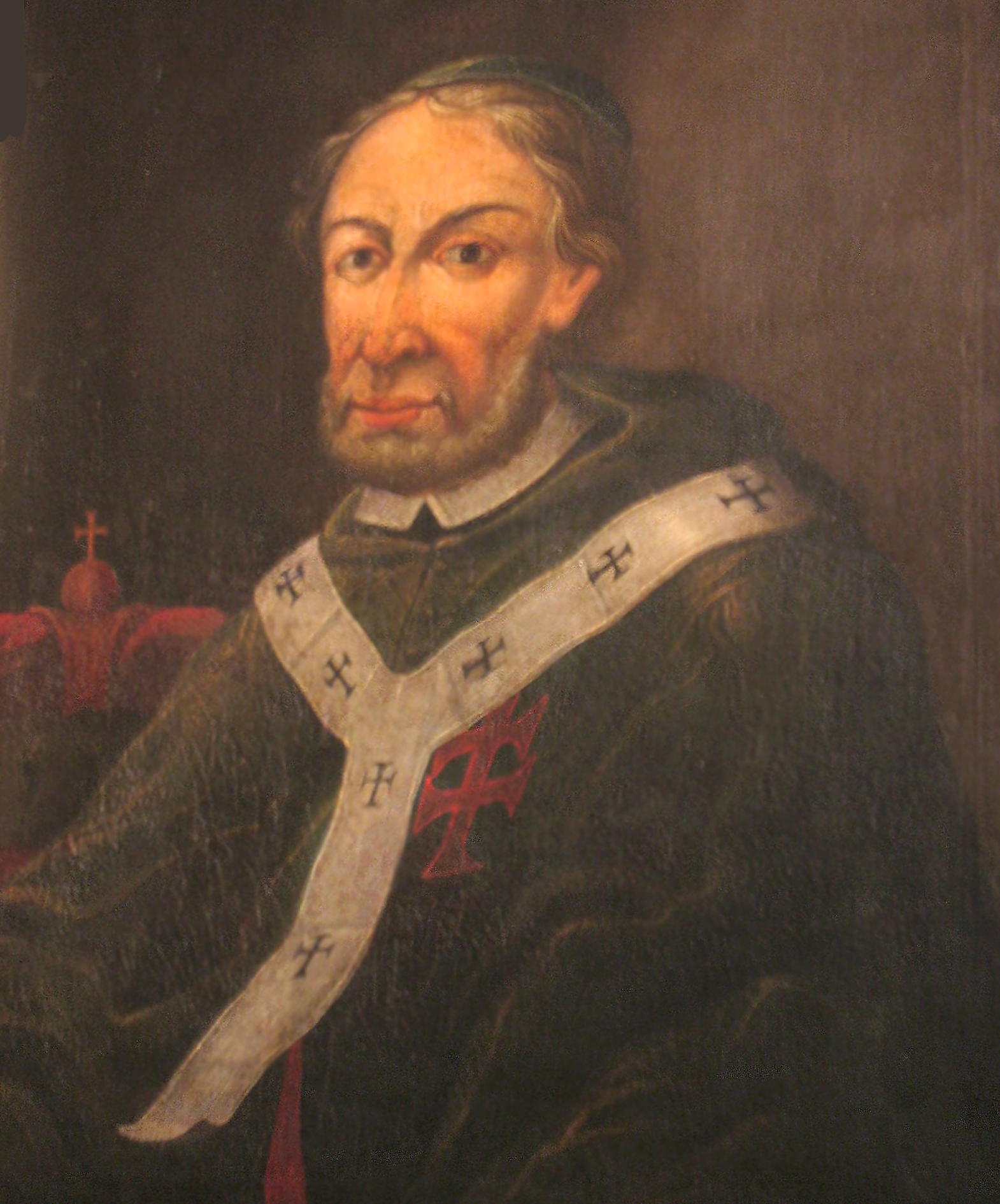
Maciej Łubieński
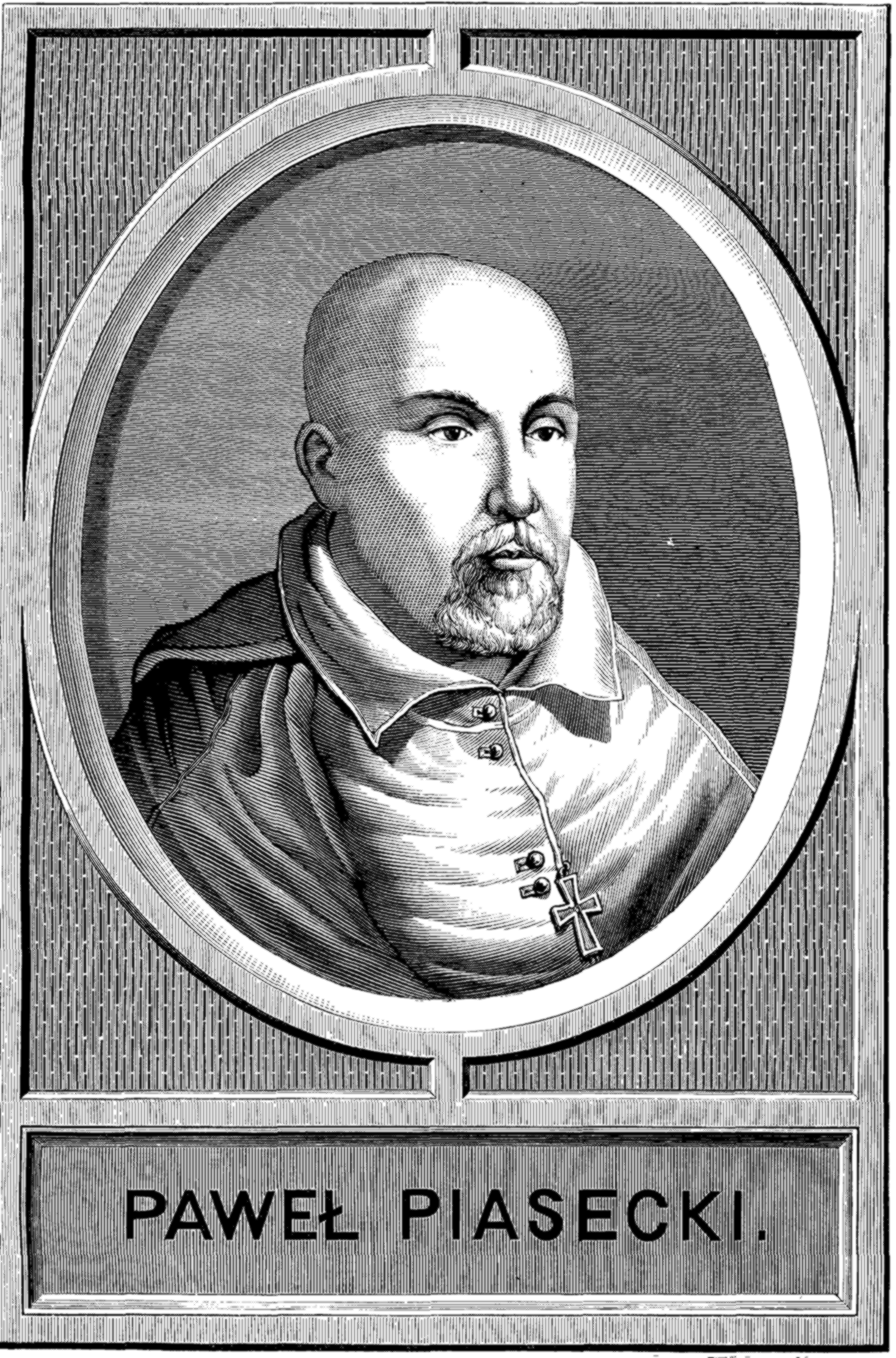
Paweł Piasecki
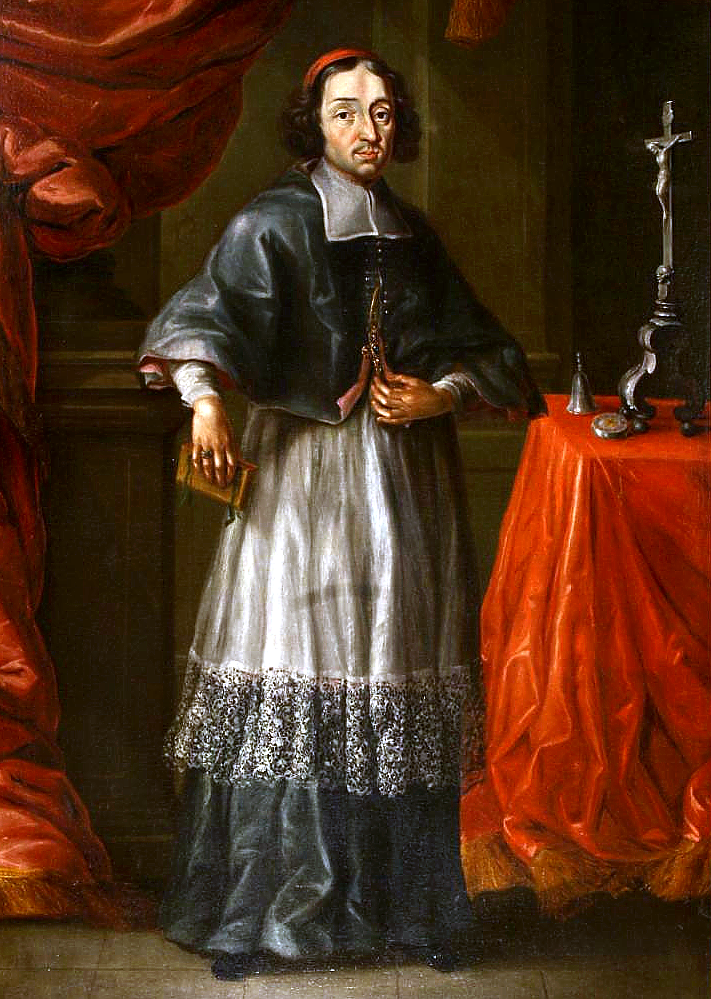
Stanisław Kazimierz Dąmbski
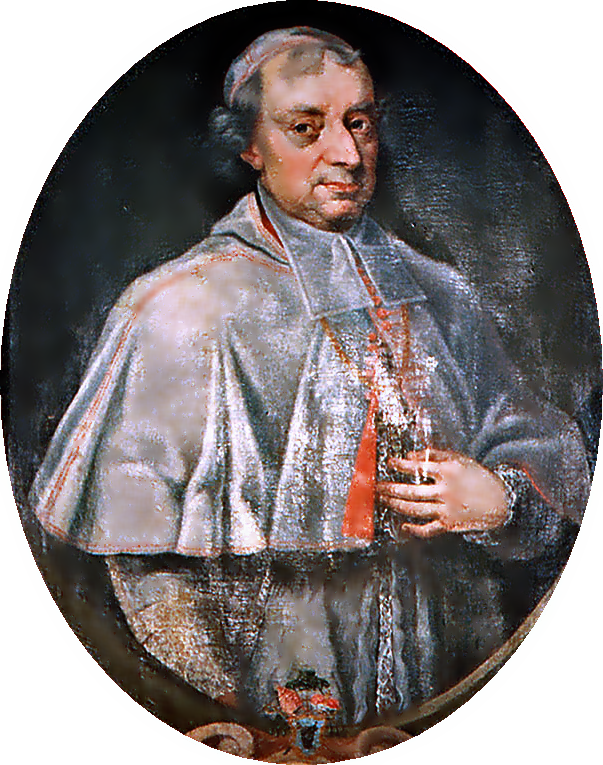
Kazimierz Łubieński
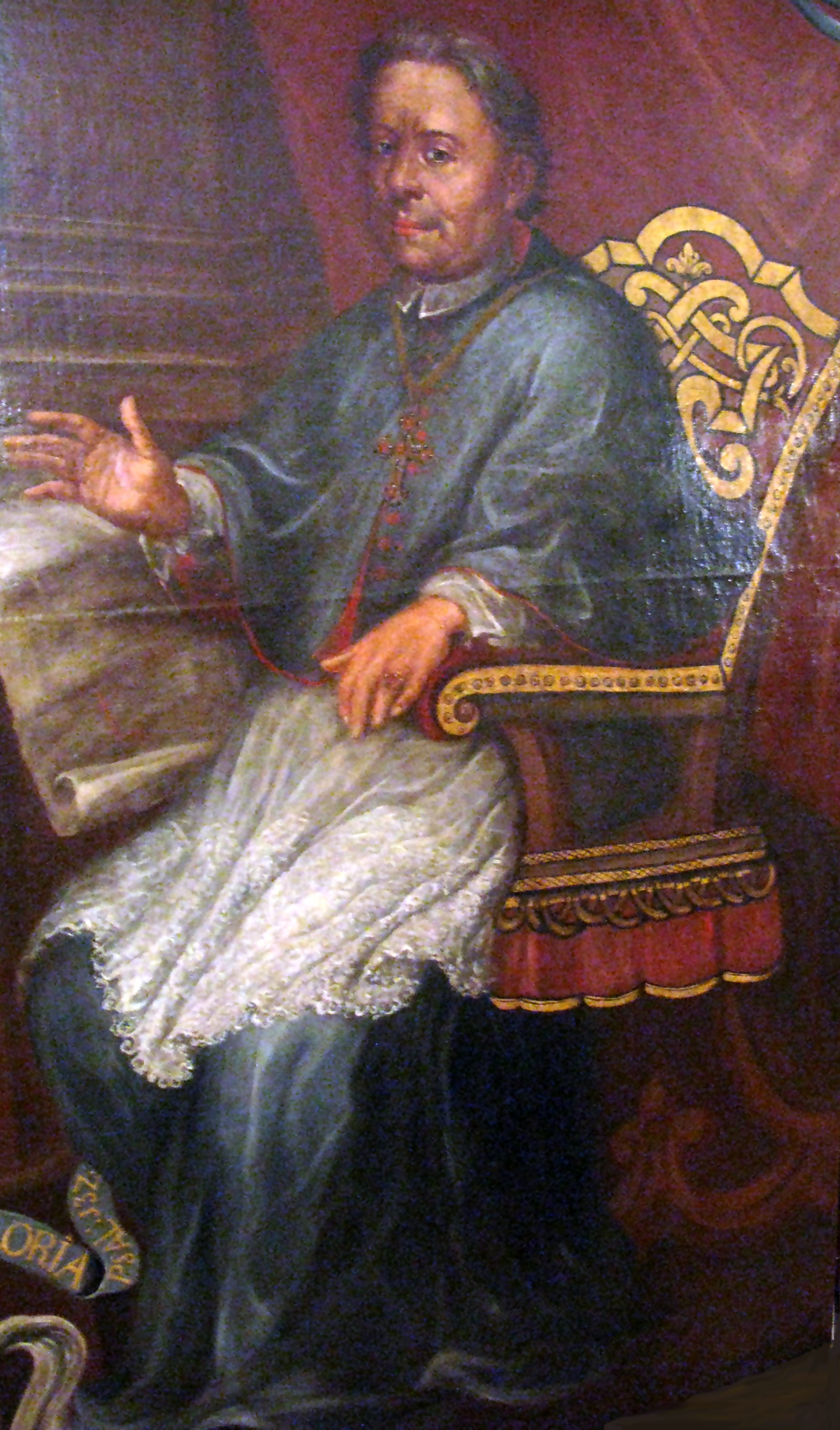
Aleksander Antoni Fredro
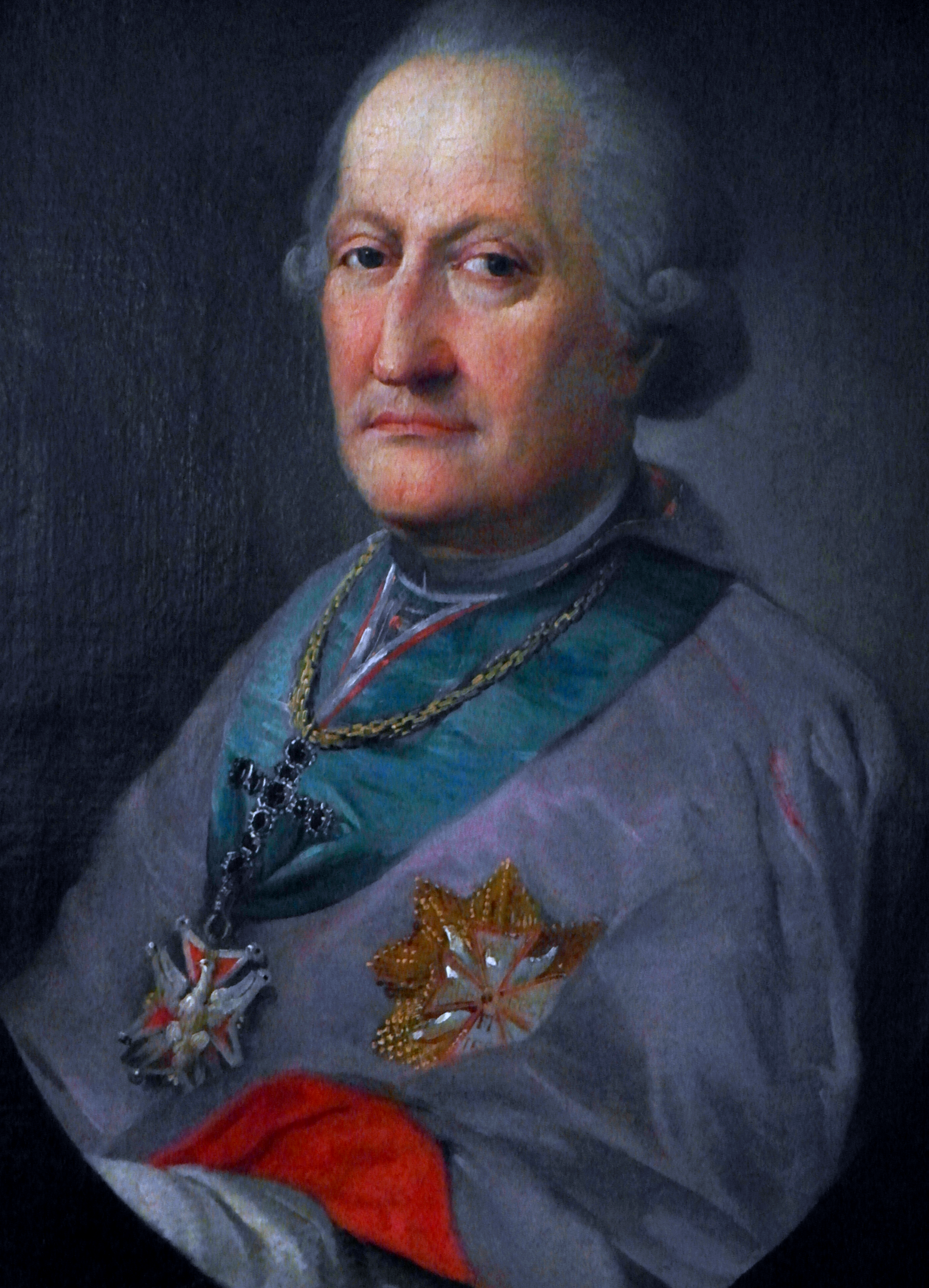
Feliks Paweł Turski
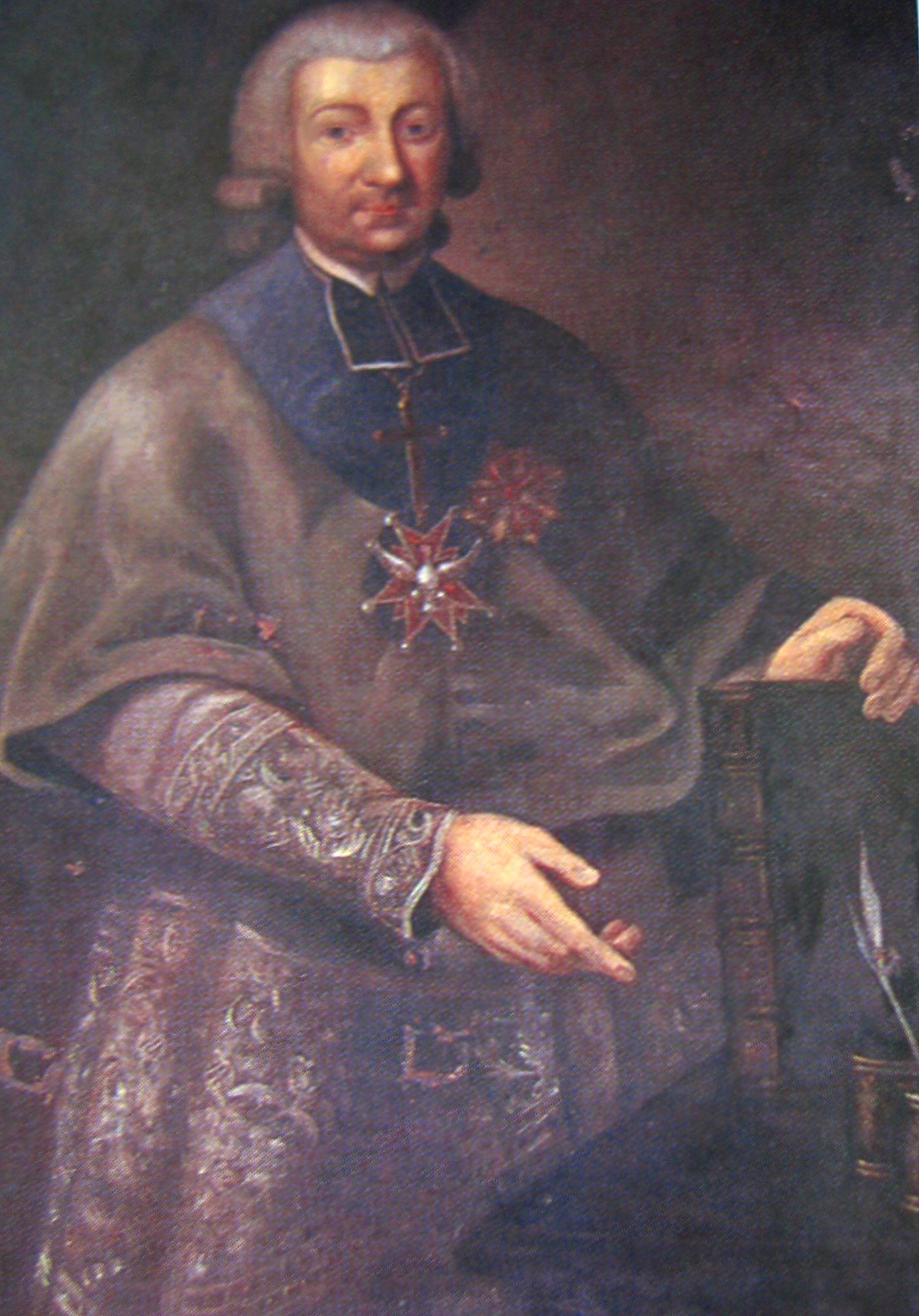
Antoni Onufry Okęcki
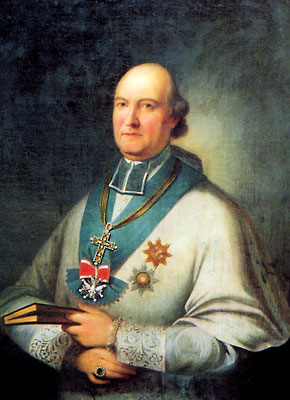
Wojciech Skarszewski

## Weblink
- Liste der Bischöfe von Chełm auf www.catholic-hierarchy.org (Memento vom 2. Juni 2012 im Internet Archive).